# Balázs Gőz
Balázs Gőz (ungarisch Gőz Balázs; * 3. August 1992 in Miskolc) ist ein ungarischer Eishockeyspieler, der seit Ende Dezember 2017 bei den Norfolk Admirals in der ECHL spielt.

## Karriere
Balázs Gőz begann seine Karriere im Nachwuchsbereich von Miskolci Jegesmedvék JSE in seiner Geburtsstadt, von dem er bereits als 16-Jähriger in der MOL Liga eingesetzt wurde. Ab 2009 spielte er jede zweite Spielzeit im Ausland, kehrte dazwischen aber stets wieder zu seinem Stammverein zurück. Zunächst stand er 2009/10 für die Juniorenmannschaften der Quad City Flames und der Pittsburgh Penguins in der nordamerikanischen CSHL auf dem Eis. 2011/12 spielte er bei den Helena Bighorns, mit denen er die America West Hockey League gewann und 2013/14 war er für den HC Morzine-Avoriaz in der Ligue Magnus aktiv. Mit dem Miskolci Jegesmedvék JSE gewann er 2015 und 2016 das Triple aus MOL Liga, ungarischer Landesmeisterschaft und Pokalwettbewerb. 2017 reichte es dann zum Double aus MOL-Liga-Sieg und Meisterschaft. Anschließend wechselte er zu den Roanoke Rail Yard Dawgs in die Southern Professional Hockey League. Bereits am letzten Tag des Jahres 2017 kehrte er dem Klub jedoch den Rücken und schloss sich den Norfolk Admirals aus der ECHL an.

### International
Für Ungarn nahm Gőz im Juniorenbereich zunächst am Turnier der U18-Weltmeisterschaft 2010 in der Division I teil. Mit der U20-Auswahl nahm er an den Weltmeisterschaften 2011 und 2012 in der Division II teil.
Im Seniorenbereich spielte er für Ungarn bei den Weltmeisterschaften der Division I 2013, 2015, als die Magyaren sechs Jahre nach dem Abstieg aus der Top-Division in diese zurückkehrten, und nach dem dort ohne Gőz erfolgten sofortigen Wiederabstieg, 2017 und 2018. Zudem vertrat er seine Farben bei der Olympiaqualifikation für die Winterspiele in Pyeongchang 2018.

## Erfolge und Auszeichnungen
- 2012 Gewinn der America West Hockey League mit den Helena Bighorns
- 2015 Gewinn der MOL Liga mit dem Miskolci Jegesmedvék JSE
- 2015 Ungarischer Meister und Pokalsieger mit dem Miskolci Jegesmedvék JSE
- 2015 Aufstieg in die Top-Division bei der Weltmeisterschaft der Division I, Gruppe A
- 2016 Gewinn der MOL Liga mit dem Miskolci Jegesmedvék JSE
- 2016 Ungarischer Meister und Pokalsieger mit dem Miskolci Jegesmedvék JSE
- 2017 Gewinn der MOL Liga mit dem Miskolci Jegesmedvék JSE
- 2017 Ungarischer Meister mit dem Miskolci Jegesmedvék JSE